# Родионов, Андрей Борисович
Андрей Борисович Родионов (3 июня 1954, Москва, СССР — 29 мая 2023, Москва, Россия) — советский и российский музыкант-экспериментатор, пионер электронной и компьютерной музыки, композитор, программист. Участник дуэта «Андрей Родионов и Борис Тихомиров», создатель первых в СССР музыкальных альбомов с использованием персональных компьютеров. Разработчик игровых программ и сооснователь Ассоциации электроакустической музыки при Союзе композиторов России.

## Биография

### Ранние годы и образование
Андрей Родионов родился 3 июня 1954 года в Москве в семье учёного Бориса Родионова. С детства проявлял интерес к музыке, обучался в Московской музыкальной школе имени И. О. Дунаевского по классу фортепиано и в школе имени Гнесиных. Параллельно увлекался радиотехникой, самостоятельно конструировал электронные инструменты, включая синтезаторы на базе клавиатур старых фортепиано.
В 1966—1967 годах, учась в московской математической школе № 160, организовал школьный ансамбль, где играл на соло-гитаре, а позже — на электрооргане «Юность». После окончания школы поступил в Московский институт связи на факультет автоматики и телемеханики, который окончил по специальности «радиоинженер широкого профиля». Со второго курса института начал работать в Институте космических исследований АН СССР, затем перешёл в Институт научной информации по общественным наукам РАН, где занимал должности инженера-программиста, старшего научного сотрудника и заведующего сектором программного обеспечения, системного администратора. В ИНИОН проработал до конца жизни, совмещая научную деятельность с творчеством.

### Карьера
В 1978 по 1984 год присоединился к группе «Оловянные солдатики», где одним из первых в СССР использовал синтезаторы «Roland Jupiter-4» и «Roland Jupiter-8», а также «Yamaha PSR». Сотрудничал с композитором Андреем Гориным, вместе с ним создавал музыку для мультфильмов, включая ленту «Игра» Татьяны Митителло.
В 1985 Андрей Родионов и Борис Тихомиров записали альбом «Пульс-1» — первую в СССР пластинку, полностью созданную с использованием компьютера (применялся Yamaha CX5M). Затем была написана музыка для диска «512 К Байт».
Музыкой из этих альбомов был оформлен видеоряд документального фильма «Игра с компьютером» (1986), в который также вошло интервью с Родионовым.
Фирма «Мелодия» издавала и другие работы Родионова, среди которых виниловый миньон «Персональный компьютер», носящий экспериментальный характер: на одной стороне пластинки музыка, а на другой в тоновом варианте записан код для MSX с четырьмя компьютерными играми, написанными на бейсике («Посадка на луну», «Бег с барьерами» и другие). Фотография альбома была использована в оформлении обложки журнала «Микропроцессорные средства и системы» № 3 за 1987 год.
В конце 1980-х Родионов разработал программное средство «Маэстро» для компьютеров MSX и MSX2, предназначенное для создания рекламы, графических интерфейсов, игр и обучающих программ. В его основу вошли библиотека на языке Си с функциями для доступа к аппаратным возможностям и BIOS, графический редактор с поддержкой компьютерной мыши и оконного интерфейса, а также утилиты для работы с данными. С применением «Маэстро» создавал игры для компьютеров стандарта MSX, наиболее известными из которых стали дилогия «Майор Пистолетов» (1988) и «Танцроид» (1988). Министерство культуры СССР приобрело компьютерные игры и программное обеспечение для их разработки. Его статьи о геймдизайне публиковались в журналах «Мир ПК» и «Если». Также Родионов опубликовал ряд учебных пособий и статей по музыке в различных тематических изданиях.
В 1990 вместе с Эдуардом Артемьевым, Анатолием Киселёвым и Владимиром Комаровым участвовал в основании Ассоциации электроакустической музыки (АЭМ) при Союзе композиторов СССР и с тех пор состоял членом её правления. До 1996 года непосредственно возглавлял при ней экспериментальную лабораторию электронной и компьютерной музыки.
Окончил Московское областное музыкальное училище по специальности «дирижёр эстрадного оркестра». Неоднократно участвовал в фестивале «Московская осень». В 2023 году в результате тяжёлой болезни впал в кому и скончался 29 мая 2023 года.

## Творчество

### Дискография
- 1984 — «Ритмическая гимнастика» (сборник)[10]
- 1985 — «Пульс-1» (в соавторстве с Борисом Тихомировым)
- 1985 — «Комета Галлея»[27]
- 1986 — «Место встречи» (сборник)
- 1986 — «Место встречи-2» (сборник)
- 1986 — «Персональный компьютер»
- 1987 — «512 К Байт» (в соавторстве с Борисом Тихомировым)[28][17]
- 1991 — «Без дыхания» (сборник)[4]
- 1997 — «Electroshock vol 1» — Disk 1 (сборник)[4]
- 1997 — «Electroshock vol 1» — Disk 2 (сборник)
- 2001 — «Виртуальный Мир»[4]

### Компьютерные игры
- «Майор Пистолетов — первая серия „Кащей“»[22][2][29][6]
- «Пистолетов на Заводе — вторая серия»[22][6][5]
- «Возвращение на Землю»[6][5]
- «Танцроид»[6][5]

### Статьи
- Родионов, А. Б.. Персональные компьютеры в музыкальном творчестве // Микропроцессорные средства и системы : журнал. — 1987. — Март (№ 3). — С. 53-56. — ISSN 0233-4844.[30]
- «Своя игра» (журнал «Мир ПК» № 1, 1993)[a][2][21][31]
- «Игра — дело серьёзное» (журнал «Если» № 1, 1994)[b]
- «В ожидании точки „Омега“» (журнал «Если» № 9, 1995)[c]
- «Каждый мнит себя стратегом» (журнал «Если» № 9, 1996)[d]
- «Мой первый опыт использования персональных компьютеров в музыке» (журнал «Электронная музыка» № 2, 2006)[32]

### Комментарии
1. ↑  Статья описывает широкий спектр вопросов, связанных с разработкой и изданием компьютерных игр.
2. ↑  Статья посвящена компьютерным играм
3. ↑  Статья посвящена виртуальной реальности
4. ↑  Статья посвящена компьютерным играм, относящимся к жанру стратегии.